# Open Source Business Alliance
 (juillet 2022).
L'Open Source Business Alliance - Bundesverband für digitale Souveränität e.V. est une organisation allemande à but non lucratif qui gère le plus grand réseau européen d'entreprises et d'organisations développant, construisant et utilisant des logiciels libres.

## Histoire
L'alliance a été fondée en juillet 2011 à Stuttgart. Les deux associations fondatrices, Linux Solutions Group e. V. (Lisog) et le LIVE Linux-Verband e. V., ont officiellement fusionné leurs groupes lors de leurs assemblées générales annuelles des 20 et 21 juillet 2011,.
La fusion visait à créer un groupe de pression unifié en faveur du mouvement open source allemand.
En 2014, une tentative supplémentaire de consolidation a échoué. Le 18 novembre 2013 l'OSB Alliance et l'Open Source Business Foundation (OSBF) avaient annoncé leur intention de fusionner les deux associations pour former un seul grand groupe de lobby. Mais a fusion a échoué le 15 octobre 2014, après près d'un an de négociations qui n'ont abouti qu'à un accord.
Lors de leur assemblée générale annuelle à Berlin en 2018, le changement de nom de l'association en "Open Source Business Alliance - Federal Association for Digital Sovereignty" est proposé et reçoit un large soutien des membres présents. Du point de vue de l'association, les logiciels libres et les standards ouverts sont des prérequis nécessaires et essentiels à la souveraineté numérique. L'OSB Alliance s'est imposée comme porte-parole de référence et promeut le thème de la « souveraineté numérique » depuis plusieurs années. En tant que représentant national de l'industrie open source et de ses utilisateurs, l'Alliance OSB a maintenant élargi son nom afin de mieux faire connaître cet objectif.

## Objectifs

### Objectifs généraux
L'alliance vise avant tout à :
- Promouvoir Linux, les solutions open source et leur utilisation dans les entreprises et les institutions
- Soutenir les fournisseurs de logiciels et de services open source
- Aider les entreprises à développer une stratégie commerciale open source
- Fournir une plate-forme de communication aux fournisseurs et utilisateurs d'open source, pour encourager et promouvoir les améliorations de l'open source
- Développer un contact permanent avec les instances politiques et administratives
- Travailler pour sensibiliser le public à l'open source

Objectifs principaux de l'alliance :
- L'utilisation de normes ouvertes avec des spécifications entièrement publiées, illimitées et indépendantes du fabricant,
- L'abolition des brevets logiciels ou l'utilisation gratuite et irrévocable des brevets logiciels existants
- Renforcer l'inviolabilité du droit d'auteur
- Pousser les organismes publics à adopter les données ouvertes, l'innovation ouverte et l'accès ouvert
- Promouvoir la coopération entre le secteur public et le secteur privé
- Préserver la neutralité du net, en œuvrant pour me traitement égal de tous les flux de données en ligne

## Composition
Le conseil d'administration actuel de l'Open Source Business Alliance e. V. se compose de 17 membres :
- Peter Ganten, Univention GmbH (Président)
- Milisav Radmanic, SUSE Software Solutions Germany GmbH (vice-président)
- Henriette Baumann, integratio GmbH (Vice-présidente)
- Diego Calvo de Nó, Proventa AG (Directeur financier)
- Rico Barth, c.a.p.e IT GmbH
- Lothar Becker, .riess applications GmbH
- Hong Phuc Dang, OpnTec GmbH
- Holger Dyroff, ownCloud GmbH
- Frank Karlitschek, Nextcloud GmbH
- Helmut Krcmar, Technische Universität München
- Felix Kronlage-Dammers, gridscale GmbH
- Jorge Marx Gómez, Universität Oldenburg
- Anke Pawla, Kopano GmbH
- Lisa Reisch, independIT Integrative Technologies GmbH
- Alfred Schröder, Gonicus GmbH
- Jens Ziemann, Red Hat

Président d'honneur
- Karl-Heinz Strassemeyer, anciennement IBM Allemagne

## Groupes de travail et projets
L'OSB Alliance soutient des groupes de travail qui couvrent un large éventail de sujets. En février 2021, les groupes de travail suivants étaient opérationnels :
GT Cloud Computing
Se spécialise sur tous les aspects de la technologie cloud. L'une de ses initiatives centrales est le projet « Deutsche Wolke » (« German Cloud »). Les participants au projet sont pour la plupart des petites et moyennes entreprises basées en Allemagne. L'objectif est de créer une solution cloud adaptée aux entreprises allemandes qui offre sécurité, transparence et fiabilité. Le projet a remporté le troisième prix dans la catégorie des services de plate-forme au « Sommet des fournisseurs de services et d'hébergement 2014 », qui s'est tenu à Francfort-sur-le-Main les 8 et 9 mai.
GT Éducation
Travaille sur l'utilisation du matériel d'enseignement et d'apprentissage numérique et interactif dans les écoles, ainsi que sur les plateformes d'éducation numérique basées sur des technologies et des normes ouvertes. En novembre 2013, le groupe a présenté un document de 30 pages intitulé « Médias numériques, plateformes éducatives et infrastructures informatiques dans les écoles basées sur des systèmes et des standards ouverts »,. L'objectif est de créer un « cloud éducatif » ouvert, fourni de manière centralisée mais configuré localement.
GT Événements
Décide des événements auxquels l'association assiste et organise sa participation. Depuis 2012, le groupe de travail Evénements organise l'Open Source Day de l'OSB Alliance , qui se tient chaque automne. Un autre de ses objectifs est de coordonner l'apparition de l'Alliance OSB au CeBIT , ainsi qu'à d'autres événements pertinents, tels que l'OPEN-IT SUMMIT ,, ou OPEN!2015.
GT Interopérabilité des bureaux
Vise à améliorer la compatibilité des solutions open source LibreOffice et Apache OpenOffice avec la suite Office propriété de Microsoft, afin de promouvoir l'utilisation de solutions bureautiques open source essentielles pour les entreprises. Le premier projet du groupe était la poursuite du développement du filtre OOXML dans LibreOffice. La spécification « Layout-getreue Darstellung von OOXML-Dokumenten in Open Source Office Applikationen »  (« Layout-faithful description of OOXML documents in open source office applications ») a été développée en 2011 par SUSE et Laredo,,,. La spécification et les correctifs ultérieurs ont été inclus dans la licence logicielle Apache 2.0 et ont été inclus dans LibreOffice depuis la version 4.0.
GT Affaires publiques
Formule les positions de l'Alliance OSB liées à la politique et à l'administration publique,,. Le groupe entretient des contacts directs et réguliers avec les politiciens, sert de point de contact pour toutes les questions du secteur public et coopère dans les forums européens. En novembre 2013, le groupe de travail a publié une brochure sur PRISM et ses conséquences, avec des recommandations,. Plus récemment, le 21 octobre 2014, le groupe a organisé une conférence informatique ouverte avec des conseillers du Parti vert.
GT Conformité continue des licences
Souhaite rendre les entreprises qui s'appuient sur le « modèle d'innovation - logiciel open source » moins vulnérables et donc plus compétitives. Le groupe souhaite contribuer à une prise en compte de la conformité des licences dans les entreprises de taille moyenne. Le groupe de travail «Continuous License Compliance» vise à apporter de la continuité dans la gestion des licences open source et à promouvoir l'automatisation de la conformité open source en coopération avec la communauté. En outre, l'échange d'expériences et de bonnes pratiques est encouragé. 